# Hințești, Argeș
Hințești este un sat în comuna Moșoaia din județul Argeș, Muntenia, România.